# 巴拉望缺鰭鯰
巴拉望缺鰭鯰，為輻鰭魚綱鯰形目鯰科的其中一種，為熱帶淡水魚，分布於亞洲馬來西亞、婆羅洲淡水流域，體長可達24.9公分，棲息在底層水域，生活習性不明。

## 扩展阅读
維基物種上的相關：巴拉望缺鰭鯰